# Бісновата Рива Давидівна
Бісновата Рива Давидівна (нар. 2 лютого 1919, Лисянка — ?) — радянський український звукорежисер.

## Біографічні відомості
Народилася в місті Лисянка Черкаської області. У 1935 році закінчила Київський кінотехнікум.
Працювала на Кіностудії імені Олександра Довженка.
Олександр Щербатюк («Прес-Центр»): «Колеги-довженківці розповідають, що після виходу на пенсію Риву Давидівну забрали до себе її сестра та племінниця, які проживали в США. Своєї сім'ї Рива ніколи не мала. Жила лише кінематографом. Кіностудії віддала 54 роки свого життя. У творчому доробку „звукооператора від Бога“, як оцінила професійний талант колишньої лисянки відомий кінознавець Раїса Прокопенко, більше 30 самостійно озвучених фільмів та ще понад 100 — продубльованих. Вона була одинокою, але не самотньою — родину їй заміняла в різні роки плеяда режисерів і акторів світової величини: Гнат Юра, Наталія Ужвій, Іван Миколайчук, Костянтин Степанков, Борислав Брондуков, Леонід Биков… Та вона і сама була такою величиною. Лише за кадром…».

## Фільмографія
Звукооператор:
- 1939 — Велике життя[1] (2-й звукооператор)
- 1941 — Богдан Хмельницький[1]
- 1953 — Мартин Боруля
- 1954 — Земля[1]
- 1955 — Одного чудового дня
- 1955 — Полум'я гніву
- 1956 — «Кривавий світанок»
- 1957 — Любов на світанні
- 1957 — Круті сходи
- 1959 — Іванна
- 1959 — Киянка[1]
- 1961 — Радість моя
- 1961 — Лісова пісня
- 1962 — Ми, двоє чоловіків
- 1963 — Суд іде
- 1964 — Ключі від неба
- 1966 — Хто повернеться — долюбить[1]
- 1967 — З нудьги
- 1968 — Анничка[1]
- 1968 — Чи вмієте ви жити?
- 1971 — Тронка
- 1972 — Пропала грамота[1]
- 1973 — Вогонь
- 1974 — Біле коло
- 1976 — Острів юності
- 1979 — Смужка нескошених диких квітів
- 1980 — «Мерседес» втікає від погоні[1]
- 1982 — Грачі
- 1983 — Не було б щастя...
- 1984 — Добрі наміри
- 1986 — Звинувачується весілля[1]